# Мизюкаев, Михаил Иванович
Михаил Иванович Мизюкаев (род. 20 августа 1926, с. Виндрей, Торбеевский район, Мордовия — 2020) — советский и российский спортсмен, тренер по лыжным гонкам и биатлону. Заслуженный тренер СССР.

## Биография
Родился в 1926 году в Мордовии.
Выступал за ленинградское добровольное спортивное общество «Динамо». Неоднократный чемпион СССР по лыжным гонкам (1954 — эстафета 4×10 км, 1955, 1956 — гонка патрулей на дистанции 30 км.), серебряный призёр Чемпионата СССР 1958 года (эстафета 4×10 км.). За свои спортивные успехи был удостоен почётного звания «Мастер спорта СССР».
После окончания спортивных выступлений Михаил Иванович переключился на тренерскую работу. Окончил высшие тренерские курсы при ГДОИФК им. П. Ф. Лесгафта в Ленинграде. За высокие достижения на тренерском поприще был удостоен звания «Заслуженный тренер СССР». Участвовал в подготовке множества спортсменов, среди них — Ринат Сафин, олимпийский чемпион по биатлону (1972), четырёхкратный чемпион мира, заслуженный мастер спорта СССР. Всего подготовил более 30 мастеров спорта.
В возрасте около 90 лет перенёс тромбоз и гангрену, в результате чего у него была ампутирована нога.